# 広島市立段原中学校
広島市立段原中学校（ひろしましりつ だんばらちゅうがっこう）は、広島県広島市南区霞にある公立中学校。

## 概要
1932年（昭和7年）「広島市立第一高等小学校」として創立された。当初は高等科のみを設置する旧制小学校であったが、その後国民学校に改編され、戦後の学制改革によって新制中学校となりその後現在の校名に改められた。また当初の学区は現在の段原学区のほか、二葉学区・大州学区・仁保学区を包括する広大なものであったが、後3者に中学校が新設され、新学区として分離したことにより段原中の学区は縮小することになった。
かつて校地は段原山崎町に所在していた。校舎は1945年（昭和20年）原爆投下により被爆するも倒壊を免れ、戦後も長く校舎として使用され、被爆建物の指定を受けていた。市の段原東部土地区画整理事業に伴い、2011年4月から霞の広島県警察学校・広島県警察機動隊跡地へ移転した。移転に伴い旧校地は公園として整備され、被爆建物であった旧校舎は壁の一部が保存される予定となっている。

## 沿革
- 1932年（昭和7年）4月1日 - 「広島市立第一高等小学校」として発足
- 1941年（昭和16年）4月 - 「広島市立第一国民学校」に改名
- 1945年（昭和20年）8月6日 - 原爆被災
- 1947年（昭和22年）4月1日 - 学制改革により「広島市立第一中学校」に改名
- 1947年（昭和22年）4月15日 - 開校
- 1949年（昭和24年）4月30日 - 「広島市立段原中学校」に改名
- 1951年（昭和26年）4月1日 - 広島市立二葉中学校創立に伴い二葉学区分離
- 1958年（昭和33年）4月1日 - 広島市立大州中学校創設に伴い大州学区分離
- 1976年（昭和51年）4月1日 - 広島市立仁保中学校創設に伴い仁保学区分離
- 1990年（平成2年）7月31日 - 原爆慰霊碑除幕式、第一回原爆死没者慰霊祭
- 1994年（平成6年）4月6日 - 広島大学病院内病弱学級開設
- 1998年（平成10年）4月6日 - 障害児学級開設
- 2004年（平成16年）4月1日 - 障害児学級（あやめ学級）開設
- 2005年（平成17年）4月1日 - 情緒障害児学級開設
- 2011年（平成23年）4月1日 - 校舎移転（広島県警察学校跡地）

## 学区
荒神町学区、段原学区、比治山学区

## 著名な出身者
- 張本勲 - プロ野球解説者
- 福富邦夫 - 元プロ野球選手、指導者
- 高津臣吾 - 元プロ野球選手、指導者
- 下田崇 - 元プロサッカー選手、指導者
- 大下佑馬 - 元プロ野球選手
- 正隨優弥 - 元プロ野球選手、指導者
- 木村那津美 - 広島テレビアナウンサー

## 旧校舎
段原山崎町4番42号にあった旧校舎は1932年（昭和7年）に創設。南に向かってコの字型に建てられ、それぞれ「北校舎」「東校舎」「西校舎」と呼ばれた。そのうち東校舎のみ、市立の学校では本川小に次ぐ2例目の鉄筋コンクリート構造校舎として建設された。太平洋戦争中、東校舎には工作機械が置かれ、軍需工場の下請けとなっていた。
1945年（昭和20年）8月6日被爆。爆心地から約2.64kmに位置した。北校舎は全壊、その他の校舎や講堂は爆風によりガラスや窓枠は破損したものの倒壊は免れた。その後、東校舎と講堂は臨時救護所あるいは遺体収容所となり、校庭では火葬が行われた。同年10月には救護所も解散となり、その後学校は再開された。
1956年（昭和31年）に東校舎の2階を増築、1993年（平成5年）東校舎は市の「被爆建物リスト」に登録された。2009年（平成21年）現在、1階が技術実習室、2階が更衣室として使用されている。
2011年（平成23年）から現在の校舎移転に伴い、跡地は公園になることが決定、東校舎の外壁の一部を切り取り保存し校名が記された門柱と共にその公園に設置されることとなった。公園にはそのほかに、慰霊碑、広島市が設置した原爆被災説明板、当地にあった国鉄宇品線の記念碑も設置される。また、東校舎解体に伴い、市の被爆建物リストから外れることになった。

## アクセス
- バス

広電バス 市内4号線（県庁～仁保南～仁保車庫線）東雲本町3丁目下車 徒歩5分